# 1,1-Dihexyloxyethan
1,1-Dihexyloxyethan (Acetaldehyddihexylacetal) ist ein Acetal, dass sich von Acetaldehyd und Hexanol ableitet.

## Vorkommen
1,1-Dihexyloxyethan wurde möglicherweise in Spuren in Apfelwein nachgewiesen.

## Herstellung
1,1-Dihexyloxyethan kann durch Umsetzung von Hexyl(ethoxyethyl)ether mit para-Toluolsulfonsäure hergestellt werden.

## Verwendung
In der EU ist es unter der FL-Nummer 06.071 als Aromastoff für Lebensmittel allgemein zugelassen.

## Externe Links zu erwähnten Verbindungen
1. ↑  Externe Identifikatoren von bzw. Datenbank-Links zu Hexyl(ethoxyethyl)ether:  CAS-Nr.: 32657-43-5, PubChem: 14189021, Wikidata: Q82438970.